# Hepialichneumon deqinensis
Hepialichneumon deqinensis là một loài tò vò trong họ Ichneumonidae.